# Kuota

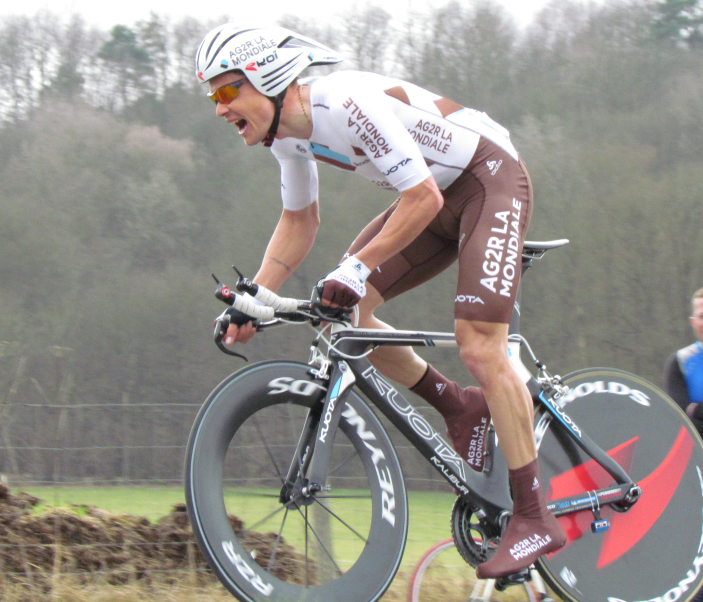
Nicolas Roche à la Paris-Nice 2012 avec un vélo de l'entreprise

Kuota est une marque de vélos italienne détenue par la société Kuota International Co. Ltd, fondée en 2001 et reconnue principalement pour ses produits en fibre carbone. Elle dispose d'un réseau de distribution en Belgique, Danemark, Angleterre, France, Allemagne, Italie, Espagne, Grèce, Canada, Japon, Corée, Taïwan, Chine, Hong-Kong, Malaisie, Thaïlande, Indonésie et Philippines.

## Modèles
Dès le début, la société s'est consacrée à la production de cadres de vélos en résine renforcée à fibre de carbone. Ceux-ci étant produits dans ses propres usines de fabrication. Kuota produit toute sorte de vélos : des vélos de route, de contre la montre, de triathlon, de cyclocross, des cadres de vélos de montagne, tous faits exclusivement de résine renforcée.
En 2003, le modèle khan a été élu "meilleur vélo de l'année" par le magazine français Le Cycle.

## Implication dans le sport
L'entreprise est très impliquée dans les compétitions de cyclisme sur route et de triathlon, sponsorisant ainsi de nombreux athlètes et équipes.

### Cyclisme sur route
Depuis le début de la saison 2017, Kuota Int sponsorise l'équipe de cyclisme  sur route RothAKROS, membre de l'UCI continental. Mais c'est depuis 2002 qu'elle apporte régulièrement son soutien à un grand nombre d'équipes dans cette discipline.
- 2007: Uniqa
- 2009 : Agritubel
- 2009 : OUCH
- 2010 : Indeland
- 2010: Kalev Chocolate
- 2010: Dila
- 2010 - 2013 : AG2R La Mondiale
- 2014 - 2016 : Androni
- 2018 : Cofidis

L'entreprise s'illustre également dans le soutien qu'elle apporte à de nombreuses équipes U23 ainsi qu'à des équipes junior. En 2015 elle a commencé à sponsoriser l'équipe Lensworld KUOTA et une équipe de cyclisme UCI féminine.

### Triathlon
Kuota est aussi le sponsor d'un certain nombre de triathlètes internationaux notamment :
- Normann Stadler, deux fois vainqueur du "Ironman World Championship"
- Andy Böcherer, athlète allemand vainqueur du "Ironman World Championship"
- Andy Potts, vainqueur du "Ironman 70.3 World Championship"
- Anja Beranek, gagnante du "Challenge Fuerteventura", sponsorisée par Kuota depuis 2015
- Daniel Fontana, athlète olympique italien et vainqueur du "Ironman" à Taïwan en 2016, sponsorisé par Kuota depuis 2009
- Thomas Bishop, membre de l'équipe britannique de triathlon et sponsorisé par Kuota depuis 2017.